# 內爾奇納 (阿拉斯加州)
內爾奇納（英語：Nabesna）是位於美國阿拉斯加州瓦爾迪茲-科爾多瓦人口普查區的一個人口普查指定地區。根據2010年美國人口普查，該地共人口5人，而該地的面積約為121.00平方千米。

## 地理
內爾奇納的座標為61°58′30″N 146°49′33″W / 61.97500°N 146.82583°W，而該地的平均海拔高度為732米（即2402英尺）。